# Белене
Бе́лене (болг. Белене) — місто на півночі Болгарії на Дунаї, центр общини Белене Плевенської області. Населення — 8 924 чоловік (2010).